# Convocazioni al campionato nordamericano maschile di pallavolo 2019
Elenco dei giocatori convocati per il campionato nordamericano 2019.

## Canada
| N° | Nome                   | Ruolo | Data di nascita   | Squadra            |
| -- | ---------------------- | ----- | ----------------- | ------------------ |
| -  | Glenn Hoag             | All   | 6 dicembre 1958   | Arkas              |
| 2  | John Perrin            | S     | 17 agosto 1989    | Belogor'e          |
| 3  | Steven Marshall        | L     | 23 novembre 1989  | İnegöl             |
| 4  | Nicholas Hoag          | S     | 19 maggio 1992    | Sir Safety Perugia |
| 7  | Stephen Maar           | S     | 6 dicembre 1994   | BluVolley Verona   |
| 9  | Jason DeRocco          | S     | 19 settembre 1989 | FC Tokyo           |
| 10 | Sharone Vernon-Evans   | O     | 28 agosto 1998    | ONICO Warszawa     |
| 11 | Daniel Jansen VanDoorn | C     | 21 marzo 1990     | Vammalan           |
| 12 | Lucas Van Berkel       | C     | 29 novembre 1991  | Rüsselsheim        |
| 13 | Byron Keturakis        | P     | 11 gennaio 1996   | Narbonne           |
| 16 | Ryan Sclater           | O     | 10 febbraio 1994  | Lüneburg           |
| 17 | Graham Vigrass         | C     | 17 giugno 1989    | ONICO Warszawa     |
| 19 | Blair Bann             | L     | 26 febbraio 1988  | Chaumont           |
| 20 | Arthur Szwarc          | C     | 30 marzo 1995     | Arago de Sète      |
| 21 | Brett Walsh            | P     | 19 febbraio 1994  | Roeselare          |

## Cuba
| N° | Nome               | Ruolo | Data di nascita  | Squadra          |
| -- | ------------------ | ----- | ---------------- | ---------------- |
| -  | Nicolás Vives      | All   | 24 aprile 1970   | -                |
| 1  | José Massó         | O     | 2 dicembre 1997  | Guantánamo       |
| 2  | Osniel Melgarejo   | S     | 18 dicembre 1997 | Obras Sanitarias |
| 3  | Marlon Yant        | S     | 23 maggio 2001   | Villa Clara      |
| 5  | Javier Concepción  | C     | 27 dicembre 1997 | Ciudad Habana    |
| 7  | Yonder García      | L     | 26 febbraio 1993 | Ciudad Habana    |
| 13 | Robertlandy Simón  | C     | 11 giugno 1987   | Lube             |
| 14 | Adrián Goide       | P     | 26 giugno 1998   | Gigantes del Sur |
| 17 | Roamy Alonso       | C     | 24 luglio 1997   | Matanzas         |
| 18 | Miguel Ángel López | S     | 25 marzo 1997    | Gigantes del Sur |

## Guatemala
| N° | Nome               | Ruolo | Data di nascita   | Squadra    |
| -- | ------------------ | ----- | ----------------- | ---------- |
| -  | Reider Lucas       | All   |                   | -          |
| 2  | Carlos López       | S     | 13 luglio 1997    | Maquinza   |
| 3  | Wagner Chacón      | S     | 2 marzo 1998      | Maquinza   |
| 4  | Axel Menéndez      | S     | 29 giugno 1993    | Solorzano  |
| 6  | Edras Pineda       | C     | 16 agosto 1997    | Zoom       |
| 7  | Adán Ruano         | P     | 10 marzo 1998     | Maquinza   |
| 9  | José Carrillo      | O     | 18 gennaio 2001   | Guatemala  |
| 10 | Diego Ralón        | P     | 5 gennaio 2000    | Village    |
| 11 | Andy Leonardo      | O     | 27 ottobre 1989   | Solorzano  |
| 12 | Tirso Pineda       | L     | 22 settembre 1984 | Zoom       |
| 14 | Brandon Chinchilla | C     | 26 ottobre 1994   | Solorzano  |
| 16 | Gerardo González   | O     | 13 luglio 1994    | Zoom       |
| 18 | Gabriel Quiñonez   | L     | 5 novembre 1999   | Legion     |
| 19 | Jasón Hernández    | C     | 19 gennaio 2002   | Retalhuleu |
| 20 | Francisco Gamboa   | O     | 5 marzo 2003      | Izabal     |

## Messico
| N° | Nome              | Ruolo | Data di nascita   | Squadra             |
| -- | ----------------- | ----- | ----------------- | ------------------- |
| -  | Jorge Azair       | All   | -                 | -                   |
| 1  | Daniel Vargas     | O     | 1º settembre 1986 | Palandöken          |
| 3  | Alexis Garay      | O     | 9 giugno 1997     | Tapatíos de Jalisco |
| 4  | Gonzalo Ruiz      | S     | 24 aprile 1988    | Vitória             |
| 5  | Jesús Rangel      | L     | 20 settembre 1980 | Tigres UANL         |
| 6  | Jesús Perales     | P     | 22 dicembre 1993  | Tigres UANL         |
| 9  | Axel Téllez       | C     | 8 ottobre 1999    | Tigres UANL         |
| 10 | Pedro Rangel      | P     | 16 settembre 1988 | Teruel              |
| 14 | Jonathan Martínez | C     | 30 settembre 1991 | Chihuahua           |
| 15 | Alán Martínez     | L     | 21 gennaio 1995   | Chihuahua           |
| 16 | Miguel Chávez     | C     | 13 maggio 1996    | Sonora              |
| 20 | Julián Duarte     | S     | 19 giugno 1994    | Tigres UANL         |
| 21 | Diego González    | O     | 15 febbraio 2000  | Tapatíos de Jalisco |
| 22 | Miguel Sarabia    | S     | 23 marzo 1999     | Tigres UANL         |
| 23 | Alejandro Moreno  | S     | 6 settembre 1994  | Tigres UANL         |

## Porto Rico
| N° | Nome                  | Ruolo | Data di nascita   | Squadra                  |
| -- | --------------------- | ----- | ----------------- | ------------------------ |
| -  | Oswald Antonetti      | All   | 20 luglio 1977    | -                        |
| 1  | Iván Fernández        | C     | 27 ottobre 1997   | Cafeteros de Yauco       |
| 3  | Pablo Guzmán          | S     | 2 giugno 1987     | Mulos de Juncos          |
| 4  | Dennis Del Valle      | L     | 27 gennaio 1989   | Caribes de San Sebastián |
| 5  | Pedro Nieves          | C     | 29 giugno 1993    | Caribes de San Sebastián |
| 6  | Luis Guillermo García | P     | 5 gennaio 1995    | Caribes de San Sebastián |
| 7  | Arturo Iglesias       | P     | 22 novembre 1995  | Mulos de Juncos          |
| 11 | Maurice Torres        | O     | 6 luglio 1991     | Mets de Guaynabo         |
| 12 | Kevin López           | S     | 24 aprile 1995    | Indios de Mayagüez       |
| 13 | Sequiel Sánchez       | S     | 24 marzo 1990     | Mets de Guaynabo         |
| 14 | Pelegrín Vargas       | S     | 31 luglio 1998    | Purdue Fort Wayne        |
| 15 | Jonathan Rodríguez    | C     | 16 settembre 1997 | Changos de Naranjito     |
| 24 | Arnel Cabrera         | L     | 11 ottobre 1994   | Mets de Guaynabo         |
| 25 | Brian Negrón          | P     | 15 febbraio 1996  | Indios de Mayagüez       |

## Rep. Dominicana
| N° | Nome              | Ruolo | Data di nascita  | Squadra           |
| -- | ----------------- | ----- | ---------------- | ----------------- |
| -  | José Gutiérrez    | All   | -                | -                 |
| 1  | Henry Tapia       | O     | 1º marzo 1992    | Eivissa           |
| 2  | Omar Jáquez       | S     | 15 marzo 1996    | Santiago          |
| 4  | Juan de Jesús     | P     | 14 novembre 1994 | Santo Domingo     |
| 5  | Erick Villar      | L     | 12 gennaio 1999  | Distrito Nacional |
| 6  | Víctor Pérez      | C     | 8 maggio 1997    | Pedernales        |
| 7  | Mario Frías       | C     | 20 agosto 1994   | Bayaguana         |
| 8  | Luis Reinoso      | S     | 4 settembre 2000 | Baní              |
| 9  | Braymar Tolentino | L     | 27 agosto 1996   | Bayaguana         |
| 10 | Oscar Muñoz       | P     | 3 febbraio 1998  | Jarabacoa         |
| 12 | Bismal Almonte    | O     | 9 aprile 1999    | Monte Plata       |
| 13 | Jonathan Mercedes | C     | 18 agosto 1989   | San Francisco     |
| 14 | Félix Romero      | C     | 2 maggio 1995    | Bayaguana         |
| 15 | Richi Paulino     | C     | 2 dicembre 1996  | Santiago          |
| 19 | Héctor Cruz       | S     | 12 giugno 1997   | Yamasá            |

## Stati Uniti
| N° | Nome            | Ruolo | Data di nascita   | Squadra        |
| -- | --------------- | ----- | ----------------- | -------------- |
| -  | John Hawks      | All   |                   | UC Los Angeles |
| 4  | Jeffrey Jendryk | C     | 15 settembre 1995 | Charlottenburg |
| 5  | Kyle Ensing     | O     | 6 marzo 1997      | CSU Long Beach |
| 6  | Mitchell Stahl  | C     | 31 agosto 1994    | Tours          |
| 8  | Torey DeFalco   | S     | 10 aprile 1997    | CSU Long Beach |
| 11 | Joseph Worsley  | P     | 16 giugno 1997    | Hawaii         |
| 12 | Thomas Carmody  | C     | 24 novembre 1992  | -              |
| 14 | Micah Maʻa      | P     | 16 aprile 1997    | UC Los Angeles |
| 15 | Brenden Sander  | S     | 22 dicembre 1995  | Lube           |
| 18 | Cody Kessel     | S     | 3 dicembre 1991   | Lüneburg       |
| 19 | David Wieczorek | S     | 3 gennaio 1996    | Pepperdine     |
| 20 | George Huhmann  | C     | 17 ottobre 1997   | Princeton      |
| 22 | Gage Worsley    | L     | 21 ottobre 1998   | Hawaii         |
| 24 | Kyle Dagostino  | L     | 18 maggio 1995    | Stanford       |
| 25 | Kyle Russell    | S/O   | 25 agosto 1993    | Charlottenburg |

## Suriname
| N° | Nome              | Ruolo | Data di nascita   | Squadra      |
| -- | ----------------- | ----- | ----------------- | ------------ |
| -  | Getrouw Verdy     | All   |                   | -            |
| 3  | Adyante Aklemboto | C     | 23 luglio 1997    | Vios         |
| 4  | Ethan Asimia      | S     | 16 settembre 2001 | Marwina      |
| 6  | David Pinas       | S     | 19 maggio 1994    | Livo         |
| 7  | Kevin Sportkslede | S     | 21 ottobre 1993   | Yelyco       |
| 8  | Tariq Balboord    | O     | 4 maggio 1995     | Lyzecks      |
| 10 | Clyde Fraser      | C     | 28 maggio 1990    | Yelyco       |
| 11 | Leonel Mahabali   | P     | 9 novembre 1993   | Yellow Birds |
| 12 | Casey Foe-A-Man   | P     | 10 ottobre 1988   | Yelyco       |
| 13 | Marcel Krak       | S     | 18 maggio 1995    | Yelyco       |
| 14 | Marc Flu          | C     | 20 settembre 1985 | Yelyco       |
| 16 | Joshua Dwarkasing | L     | 22 novembre 1995  | Yellow Birds |
| 17 | Faith Lavenberg   | S/O   | 27 dicembre 1997  | Livo         |